# 황대균
황대균 (黃大均, 1986년 3월 18일~ )은 대한민국의 축구 선수로 주 포지션은 미드필더이다. 아버지인 황재만 또한 축구인이다.

## 선수 경력
황대균은 2008년 11월 20일에 열린 K-리그 신인 드래프트에서 6순위로 강원 FC에 입단하였다.. 2010년 충주 험멜로 이적하였다. 현재는 오스트레일리아 시드니에서 축구아카데미 강사로서 활동하고 있다.

## 클럽 통계
2009년 7월 12일 기준
| 클럽     | 클럽     | 클럽     | 리그 | 리그 | 컵            | 컵            | 리그컵 | 리그컵 | 총계 | 총계 |
| 시즌     | 클럽     | 리그     | 출장 | 득점 | 출장          | 득점          | 출장   | 득점   | 출장 | 득점 |
| 대한민국 | 대한민국 | 대한민국 | 리그 | 리그 | 대한민국 FA컵 | 대한민국 FA컵 | 리그컵 | 리그컵 | 합계 | 합계 |
| -------- | -------- | -------- | ---- | ---- | ------------- | ------------- | ------ | ------ | ---- | ---- |
| 2009     | 강원 FC  | K-리그   | 0    | 0    | 0             | 0             | 0      | 0      | 0    | 0    |
| 총 계    | 총 계    | 총 계    | 0    | 0    | 0             | 0             | 0      | 0      | 0    | 0    |

## 수상

### 팀
고려대학교
- 전국대학축구대회 우승 4회 (2005, 2006, 2007, 2008)